# Šorgi
Šorgi (wł. Sorghi) – wieś w Chorwacji, w żupanii istryjskiej, w gminie Oprtalj. W 2011 roku liczyła 46 mieszkańców.